# Nikola Pokrivač
Nikola Pokrivač, né le 26 novembre 1985 à Čakovec en Croatie, et mort le 18 avril 2025 à Karlovac est un footballeur international croate jouant au poste de milieu défensif.

## Carrière

### En club
Ayant fait ses classes dans sa ville natale au NK Čakovec, Pokrivac rejoint les classes jeunes de Varteks Varazdin. En 2004, il passe pro, puis en 2006 il rejoint le club phare du championnat, le Dinamo Zagreb. 
Après deux années et demie, et malgré les réticences de son club, l'AS Monaco parvient à arracher le joueur après de longues négociations pour 3 millions d'euros et un contrat de quatre ans et demi. Ses premiers matchs ont été très encourageant, et le jeune croate pourrait aspirer à une place de titulaire pour sa deuxième saison en rouge et blanc. Il connaît sa première sélection contre la Moldavie en match amical le 24 mai 2008. Nikola est sélectionné pour l'Euro 2008 où il jouera un match, le troisième, contre la Pologne.
Il marque son premier but avec l'AS Monaco le 29 octobre 2008, au stade Louis-II contre Nancy, sur un coup franc surpuissant.
Son pied gauche est redouté par tous les gardiens de France[réf. nécessaire], Nikola a inscrit 3 buts toutes compétitions confondues avec l'ASM.
Il s'impose comme titulaire avec Gosso en milieu récupérateur, ce qui en fait l'une des plus rugueuses paires de milieux défensifs de L1 avant de perdre peu à peu sa place en fin de saison.
Déclaré indésirable par Guy Lacombe, Nikola est transféré au Red Bull Salzbourg le 24 août 2009. Il y signe un contrat jusqu'en 2012.

### En sélection
Il fait ses débuts avec la Croatie le 24 mai 2008 lors d'un match contre la Moldavie. Il compte un total de quinze sélections obtenues entre 2008 et 2010.

## Mort
Nikola Pokrivač meurt le 18 avril 2025 à 39 ans d'un accident de voiture à Karlovac.

## Palmarès

### En club
| - Dinamo Zagreb - Championnat de Croatie : - Vainqueur : 2007, 2008, 2012, 2013. - Coupe de Croatie : - Vainqueur : 2007, 2008, 2012. |  | - Red Bull Salzbourg - Championnat d'Autriche : - Vainqueur : 2010. |  | - HNK Rijeka - Coupe de Croatie : - Vainqueur : 2014. - Championnat de Croatie : - Finaliste : 2014 |

## Anecdotes
Nikola Pokrivač a appris sa sélection pour l'Euro 2008 en surfant sur Internet [réf. nécessaire]. Il a été surnommé « Patrovic » lors de sa signature à Monaco.